# La Terre demeure
La Terre demeure (titre original en anglais : Earth Abides) est un roman de science-fiction post-apocalyptique de l'écrivain américain George R. Stewart paru en 1949.
La première traduction française publiée en 1951 est éditée sous le titre Le pont sur l'abîme.
Le roman a été adapté en série télévisée de 6 épisodes en 2024 : Earth Abides (en).

## Résumé
Isherwood "Ish" Williams, un étudiant américain en écologie demeure isolé dans les montagnes pendant plusieurs semaines. En regagnant la ville la plus proche, devant l'absence de toute activité humaine il découvre qu'en son absence une pandémie foudroyante est survenue.
En parcourant les États-Unis, il réalise que l'humanité a quasiment totalement disparu, à l'exception de quelques individus.
Il fait la rencontre d'une femme nommée Em, et de quelques survivants avec lesquels il reformera un noyau de civilisation, La Tribu.
Le récit comprend plusieurs parties.
La première partie évoque la fin de la civilisation humaine, la rencontre avec Em.
La seconde se déroule 22 ans après la catastrophe. Ish est à présent au sein d'une petite communauté d'individus.
La dernière se déroule plus de 40 ans après la catastrophe.
Entre ces parties de courts chapitres font la transition.

## Origine du titre
Le titre provient de l'Ecclésiaste (chapitre 1, verset 4), comme l'indique la citation au début du roman : Une génération s'en va et une génération vient, mais la terre demeure toujours ou en anglais Men go and come, but earth abides.

## Récompenses et distinctions
Earth Abides a reçu en 1951 le premier International Fantasy Award (en).

## Éditions françaises
- Hachette, 1951 sous le titre Le Pont sur l'abîme[1].
- Robert Laffont, 1980, sous le titre La Terre demeure.
- Fage Éditions, 2018, sous le titre La Terre demeure.